# Fukuda Hatsujirō
Fukuda Hatsujirō (japanisch 福田 初次郎; * 1866; † 1939) war ein japanischer Verleger (地本問屋, Jihon-doiya oder Jihon-donya) von Farbholzschnitten (錦絵, nishiki-e) während der Meiji-Zeit.

## Leben
Fukuda Hatsujirō war der Adoptivsohn des Verlegers Fukuda Kumajirō und übernahm ab circa 1895 das Verlagshaus Gusokuya (具足屋), in Hasegawa-chō, Nihonbashi, Tōkyō. Gusokuya ist bekannt für Ukiyo-e und Holzdruckpublikationen. Er starb 1939 im Alter von 73 Jahren.
Fukuda veröffentlichte Werke zahlreicher bedeutender Künstler wie Utagawa Toyokuni III, Yōshū Chikanobu, Kyōko, Miyagawa Shuntei, Ikeda Terukata, Kobayashi Kiyochika und Utagawa Kokunimasa. Das Logo mit zwei Fischen, das seinen Namen und die Adresse enthält, ist ein sehr leicht erkennbares Merkmal auf vielen seiner Drucke.

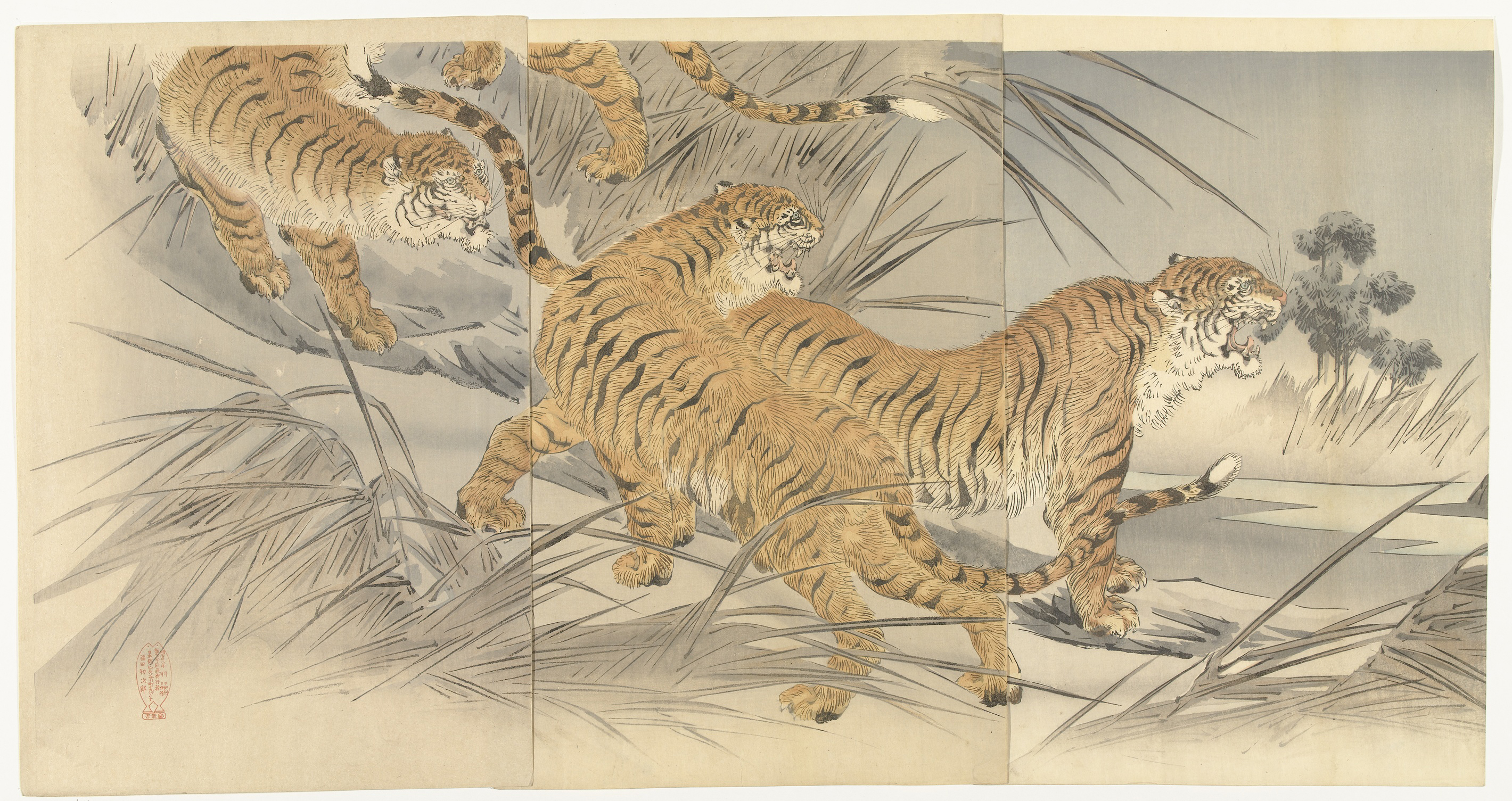
Mishima Shōsō, Tiger, 1895 (publiziert durch Fukuda Hatsujirō)

## Herausgegebene Werke (Auswahl)
- Yōshū Chikanobu: Im Inneren des Chiyoda-Schlosses (Chiyoda no ōoku / 千代田乃大奥), 1894–1896, Ōban-Triptychen, Soroimono mit 40 Teilen (letztes Bild Pentaptychon)[1]
- Yōshū Chikanobu: Draussen vor dem Chiyoda-Schloss (Chiyoda no on-omote / 千代田之御表), 1897, Ōban-Triptychen, Soroimono mit 31 Teilen
- Miyagawa Shuntei: Sammlung von Sitten und Gebräuchen (Fūzokutsū / 風俗通), 1897–1898, Ōban, Soroimono
- Utagawa Toyokuni III: Die 54 Kapitel des Genji (Genji gojūyonjō / 源氏五十四帖), 1898 (posthum), Nishiki-e, Leporello[2]
- Fukuda Hatsujirō: Reiseführer für das landesweite Eisenbahnnetz (Zenkoku kisha tetsudō ryokō annai / 全国汽車鉄道旅行案内), 1899[3]
- Kyōko: Oberstleutnant Hirose kämpft heldenhaft im Blockadekommando des Hafens von Port Arthur (Ryojun-kō heisokutai Hirose chūsa funsen su / 旅順港閉塞隊廣瀬中佐奮戦ス), 1904, Triptychon[4]
- Kobayashi Kiyochika: Ein großer Sieg der Kaiserlich Japanischen Marine in der Seeschlacht von Incheon während des Russisch-Japanischen Kriegs – Hurra! (Nichiro incheon-kō kaisen dai-nihon kaigun daishōri banzai / 日露仁川口海戦大日本海軍大勝利万歳), 1904, Triptychon[4]

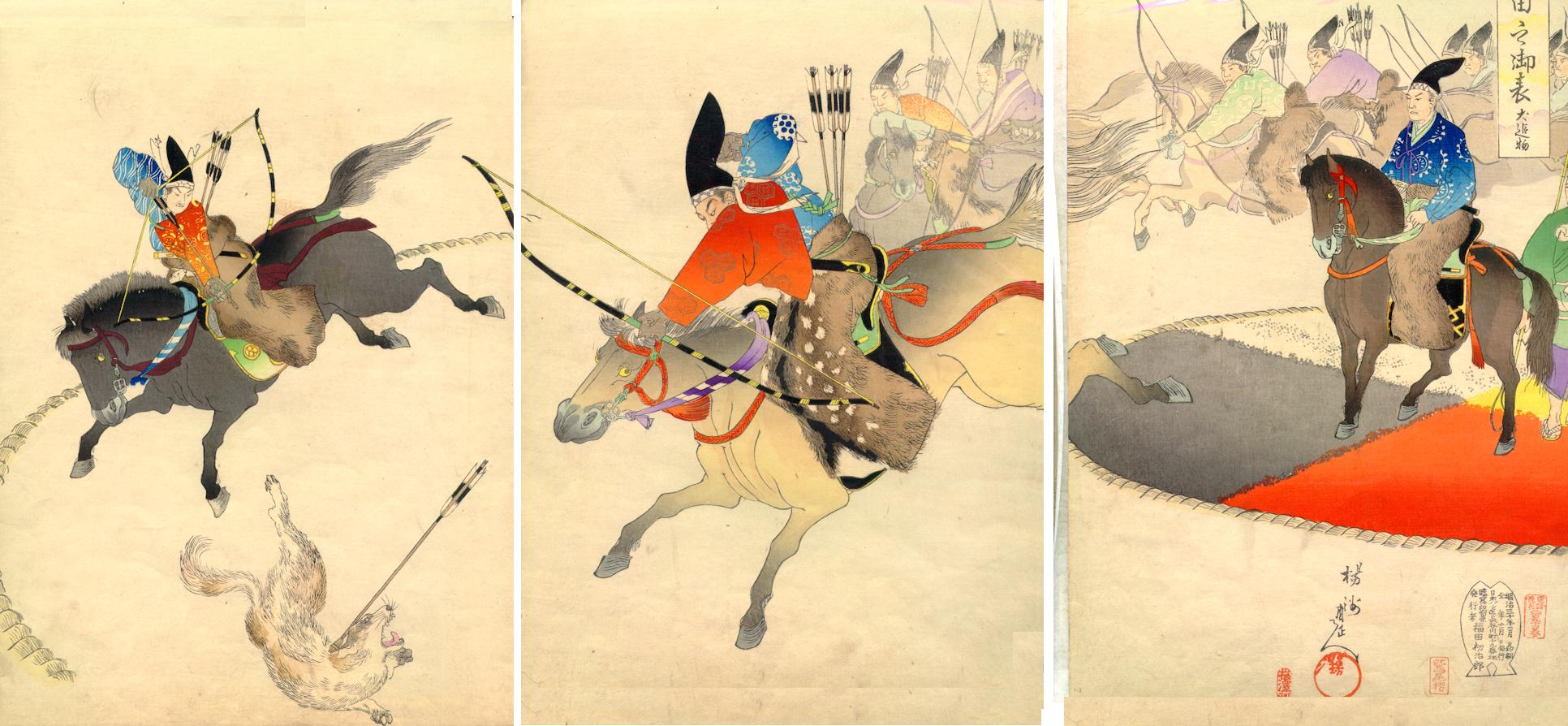
Yōshū Chikanobu: Draussen vor dem Chiyoda-Schloss – Hundejagd zu Pferd, 1896 (publiziert durch Fukuda Hatsujirō)